# Мураха в скляній банці. Чеченські щоденники 1994—2004 рр.
«Мураха в скляній банці. Чеченські щоденники 1994–2004 рр.» — документальна книга, авторський щоденник про 1994–2004 роки в Чеченській Республіці, написана письменницею-документалісткою Поліною Жеребцовою, коли їй було 9-19 років.
У 2011 році був опублікований «Щоденник Жеребцової Поліни» за 1999–2002 рр. проведені авторкою у Чечні, після чого вона спішно емігрувала у Фінляндію, де отримала політичний притулок, а згодом і громадянство.
Книга перекладена з російської й видана українською, словенською, французькою, литовською, чеченською, фінською, німецькою мовами.
В Україні книгу видало видавництво «Клуб сімейного дозвілля».

## Зміст

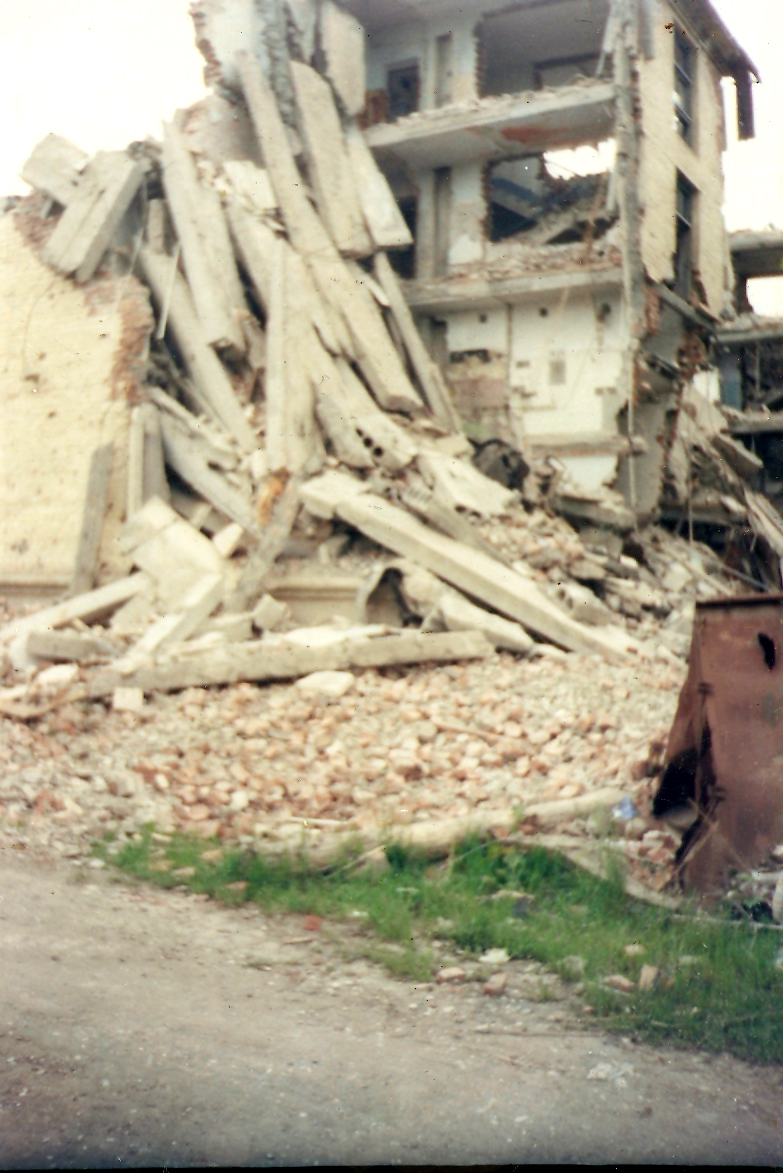
Зруйнований будинок на вулиці Завіти Ілліча, де жила Поліна Жеребцова

Дія починається у 1994 році, в столиці Чечні, місті Грозному в багатонаціональній сім'ї Поліни Жеребцової, яка опинилася під час бойових дій в самому епіцентрі подій. У сім'ї Поліни є різні предки: росіяни, чеченці, євреї, українці й татари.
У будинку по вулиці Заповіти Ілліча живе авторка Жеребцова Поліна. Дівчинка швидко дорослішає під бомбами, вчиться виживати, рятувати маму, працювати. Але навіть під бомбами вона читає книги, закохується, дружить і свариться. У своєму щоденнику Поліна описує те, що відбувається навколо з сусідами, військовими, друзями й ворогами.
У її будинку шануються Тора, Біблія і Коран. Вона виявляється поза релігіями й національностями.

| Я бачила записи в натуральному вигляді, і можу підтвердити, що перед вами справжній щоденник дівчинки, а не якась містифікація, |
| |

— сказала на презентації Світлана Ганнушкіна, голова комітету «Громадянське сприяння», членкиня ради й керівниця мережі «Міграція і право» Правозахисного центру «Меморіал», спростовуючи інформацію про фальшивість виданого матеріалу, пише «Российская газета».
Книга Поліни закликає до миру і злагоди, про що авторка неодноразово згадувала у своїх інтерв'ю.

## Видання
У травні 2014 року видавництво АСТ: Corpus випустило книгу «Мураха в скляній банці. Чеченські щоденники 1994—2004 рр.».
У перші місяці продажів книга була у ТОР-20 бестселерів Будинку Книги «Москва».
Щоденник має авторську редакцію і опублікований в скороченні, у зв'язку з цензурою в сучасній Росії. Імена героїв змінено. У книзі зібрані фотографії та малюнки, зроблені Жеребцової у 1994—2004 роках. Книга розповідає про міжетнічні відносини між російськими та чеченськими народами, і про життя мирних жителів під час кровопролитних російсько-чеченських воєн.

| Записи Поліни Жеребцової часто порівнюють із щоденниками Анни Франк та блокадними щоденниками Тані Савичевої та Олени Мухіної, вони справді багато в чому схожі. Але чеченські щоденники дівчинки з Грозного все ж таки стоять особняком, їхнє місце в історії та літературі усвідомити ще доведеться, а за жанром вони найближче до роману виховання, |
| — Аліса Орлова, Милосердие.ru. |

## Фрагмент щоденника
1995 рік:

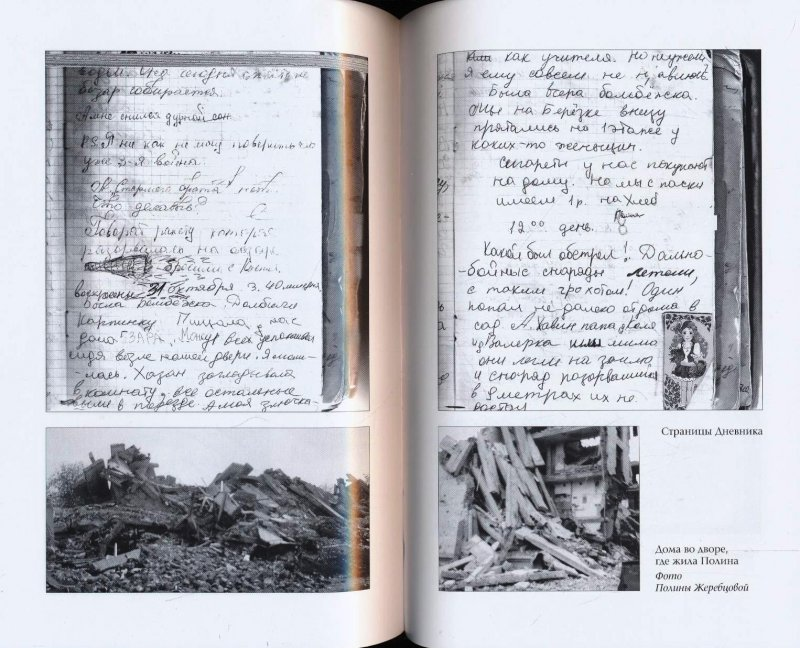
Фрагмент щоденника
Поліни Жеребцової

| Я бігла через сади на базу. Побігла одна. А снайпер стріляв по залізниці. Кулі падали поруч. Я хотіла знайти маму. Бігала, кликала її. Бачила вбитих людей, але це була не мама, і я не пішла близько. Якісь тітки і діти лежали на снігу. І одна була бабуся в сірій хустці. Потім я знайшла маму. Дядько Султан уже пішов у наші двори. Мама все шукала дрова. Ми зайшли в будиночок бази, там старі стільці. Тут почали стріляти з танків. І бубубув! Снаряд розірвався. Ми впали. Хвиля повітря! Нас засипало побілкою і камінням. Але не сильно. Ми вибралися і поповзли звідти. Мама пояснила, їй сказали, що є такі міни „теплові“. Вони йдуть за людиною і розривають її на шматки. Я повзла по снігу і думала, що така міна мене обов'язково знайде, буде за мною крастися, а потім розірве на шматки. |
| |

## Публікації

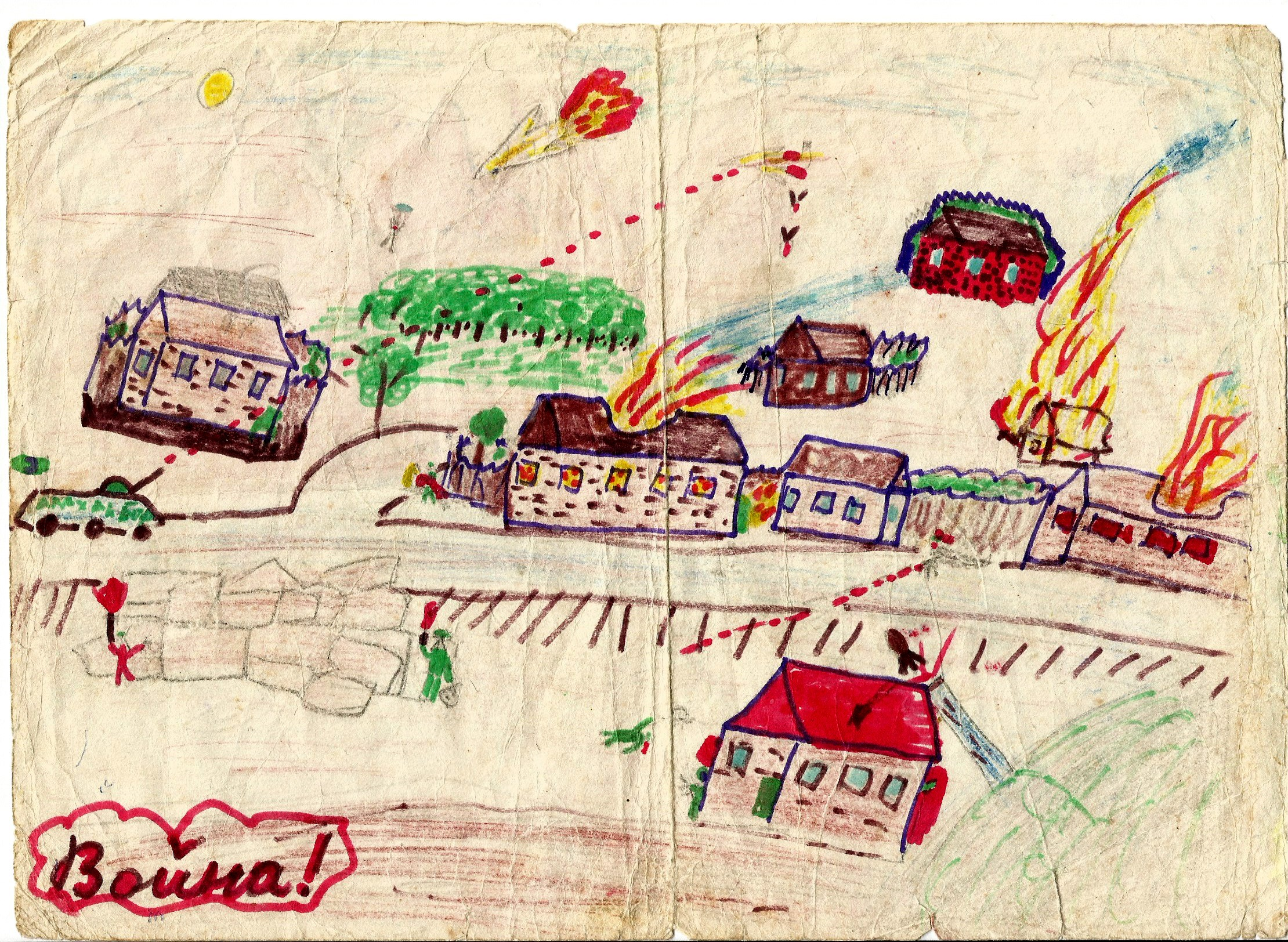
Малюнок Поліни Жеребцової, 1995 рік (авторці 10 років)

#### Російською мовою
- Жеребцова Поліна. Дівчина з Грозного. Щоденник[6]. — журнал «Большой город», 2009.
- Жеребцова Поліна. Ви мені повірте. Щоденник[7]. — журнал «Знамя», 2010, № 5.
- Жеребцова Поліна. Щоденник Жеребцової Поліни. — Москва.: Детектив-Пресс., 2011. — 576 с. — 2000 прим. — ISBN 978-5-89935-101-3
- Жеребцова Поліна. Щоденник. Чечня, 2003[8]. — журнал «Отечественные записки», 2013, том № 2 (53)
- Жеребцова Поліна. Шлях політемігранта. Щоденник[9]. — журнал «Знамя», 2013, № 6.
- Жеребцова Поліна. Мураха в скляній банці. Чеченські щоденники 1994—2004 рр. — Москва.: Corpus, 2014. — 608 с. — 3000 прим. — ISBN 978-5-17-083653-6

- Жеребцова Поліна. Мураха в скляній банці. Чеченські щоденники 1994–2004 рр. — Москва.: Время, 2019. — 714 с. — ISBN 978-5-9691-1774-7

Переклади іншими мовами
- Жеребцова Поліна. Le journal de Polina. — Paris: Books Editions., 2013. — 557 с. — ISBN 2-36608-032-8. (фр.)
- Жеребцова Поліна. Sodan sirpaleet. Tytön päiväkirja Tšetšeniasta. — Helsinki: INTO, 2014. — 300 с. — ISBN 978-226-406-455-4. (фін.)
- Жеребцова Поліна. LE JOURNAL DE POLINA. — Paris: 10/18, 2015. — 528 с. — 5000 прим. — ISBN 978-226-406-455-4. (фр.)
- Жеребцова Поліна. Мураха у скляній банці. Чеченські щоденники 1994—2004 рр. — Україна: Книжковий клуб «Клуб сімейного дозвілля», 2015. — 650 с. — 5000 прим. — ISBN 978-966-14-8343-8. (укр.)
- Жеребцова Поліна. Polinas Tagebuch. — Німеччина: Rowohlt Verlag, 2015. — 600 с. — 10 000 прим. — ISBN 978-3-87134-799-3. (нім.)
- Жеребцова Поліна. Polinos Dienorastis. — Литва: Tytoalba, 2015. — 600 с. — 5000 прим. — ISBN 978-6-09466-107-5. (лит.)
- Жеребцова Поліна. Denníky Poliny Žerebcovové. — Чехія: BizBooks, 2016. — 480 с. — 8000 прим. — ISBN 978-80-265-0500-6. (чес.)

## Щоденники Поліни Жеребцової у театрі
- «Війна, якої не було» — спектакль режисера Семена Серзіна в Єкатеринбурзі, 2017.
- Театральні читання по щоденниках відбулися в Москві, Санкт-Петербурзі, Києві, Берліні.
- У лютому 2015 року «Нова газета» повідомила, що Театр «Практика» відмовився ставити виставу про дві російсько-чеченські війни через небезпечну політичну ситуацію в Росії[10].

## Визнання
У 2015 році сайт Libs.ru шляхом голосування користувачів склав рейтинг «100 найкращих книг за всі часи», до якого увійшла й книга «Мураха в скляній банці. Чеченські щоденники 1994-2004 рр.».
Бібліотека «Бестселер» визнала цю книгу найкращою і віддала їй перше місце у проєкті «Разом із книгою до миру та злагоди», присвяченому презентації книг про воєнний час.

## Премії
- 2006 рік — Міжнародна літературна премія імені Януша Корчака присуджена авторці за главу з книги «Щоденник Жеребцової Поліни».
- 2015 рік —  книга увійшла до лонг-листа літературної премії «Ясна Поляна».

## Відгуки
| Цю книгу можна цитувати з будь-якого місця, в будь-якому порядку. І все буде одним нескінченним жахом. Мабуть, вирішиш зопалу: читання — єдиний спосіб змусити людей назавжди відмовитися від війни. Поліна вела чеченський щоденник з 1994 по 2004 рік: 10 років стрільби, смерті, голоду, холоду, хвороб, принижень, брехні, зрад, садизму — всього того, що в сукупності позначається п'ятьма літерами «пекло», |
| — Ігор Зотов, Культ Просвіт. |

| Чеченські щоденники Поліни Жеребцової — справжній документ епохи, без жодних лапок і підморгувань, без збентеження за гучність формулювання, яку цілком виправдовують події, які стали для щоденників матеріалом. Цей документ епохи, причому в найкращому художньому сенсі. І тому його неодмінно варто прочитати, |
| — Олена Макеєнко, критик Siburbia. |

Презентація книги Поліни Жеребцової «Мураха в скляній банці. Чеченські щоденники 1994–2004 рр.» відбулася 30 травня 2014 в Сахаровському центрі, де книгу представляли відомі правозахисники та діячі культури. Авторка була присутня через Skype з Гельсінкі.

## Інтерв'ю з авторкою
- «Голос Америки» Русская в Чечне и чеченка в России [Архівовано 21 грудня 2014 у Wayback Machine.]
- (Polina Zherebtsova on the diary she kept as a child during the Chechen war) [Архівовано 22 березня 2014 у Wayback Machine.]
- Под русскими бомбами. Дневники Жеребцовой Полины, свидетеля: Валерия Пустовая: Медведь [Архівовано 19 жовтня 2015 у Wayback Machine.]
- REUTERS Великобритания Дневник чеченского подростка — горькая повесть о бомбах и выживании  [Архівовано 6 листопада 2014 у Wayback Machine.]
- ИНТЕРКАВКАЗ Хроника войны [Архівовано 2 липня 2014 у Wayback Machine.]